# Nissan Juke
Nissan Juke — мини-кроссовер японской компании «Nissan». Производится в Великобритании (завод «Nissan» в Сандерленде) и Японии (Оппама). Название «juke» означает «танцевать или менять направление, демонстрируя ловкость», а также происходит от слова «jukebox»  .
В 2019 году представлено второе поколение кроссовера.

## Первое поколение

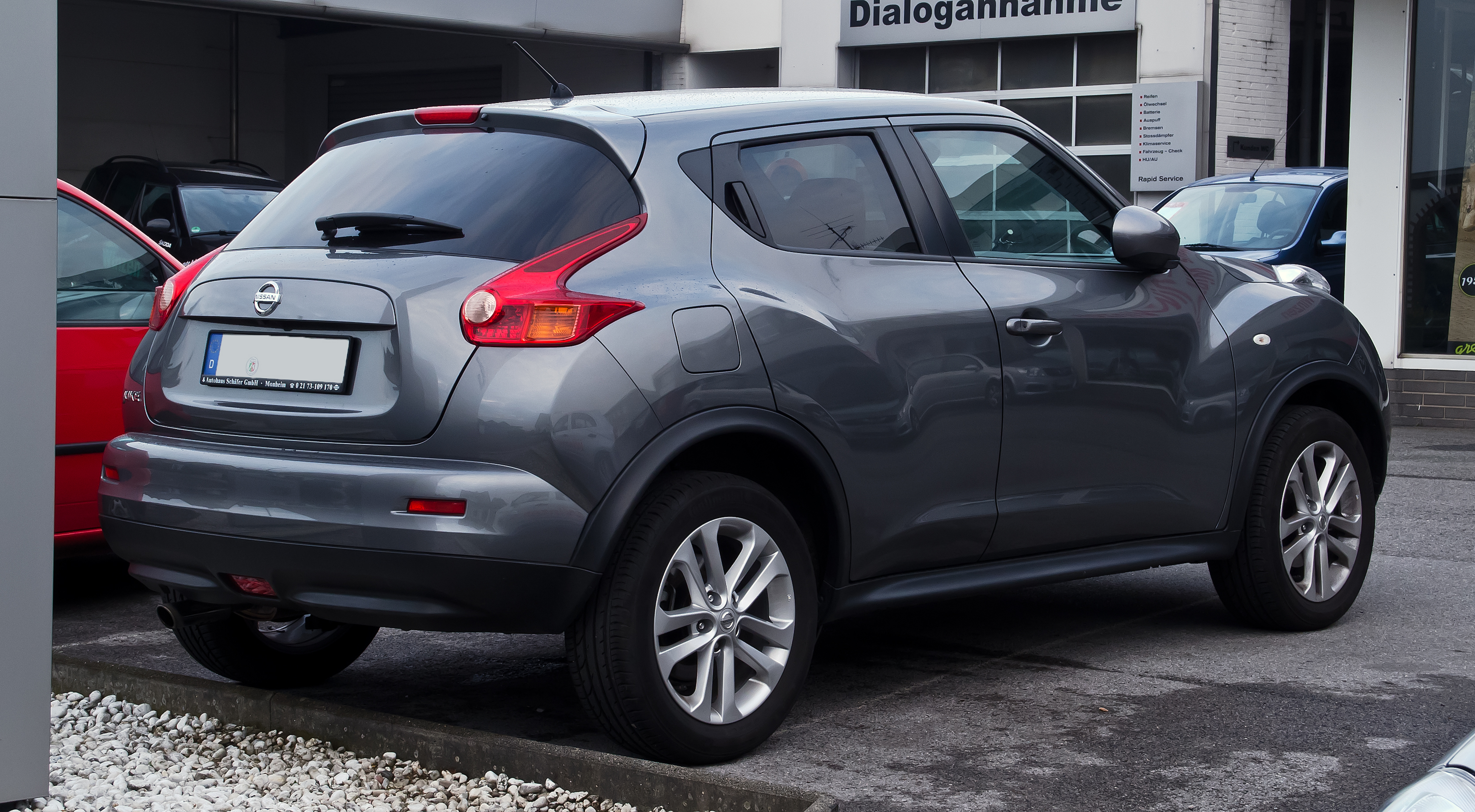
Вид сзади

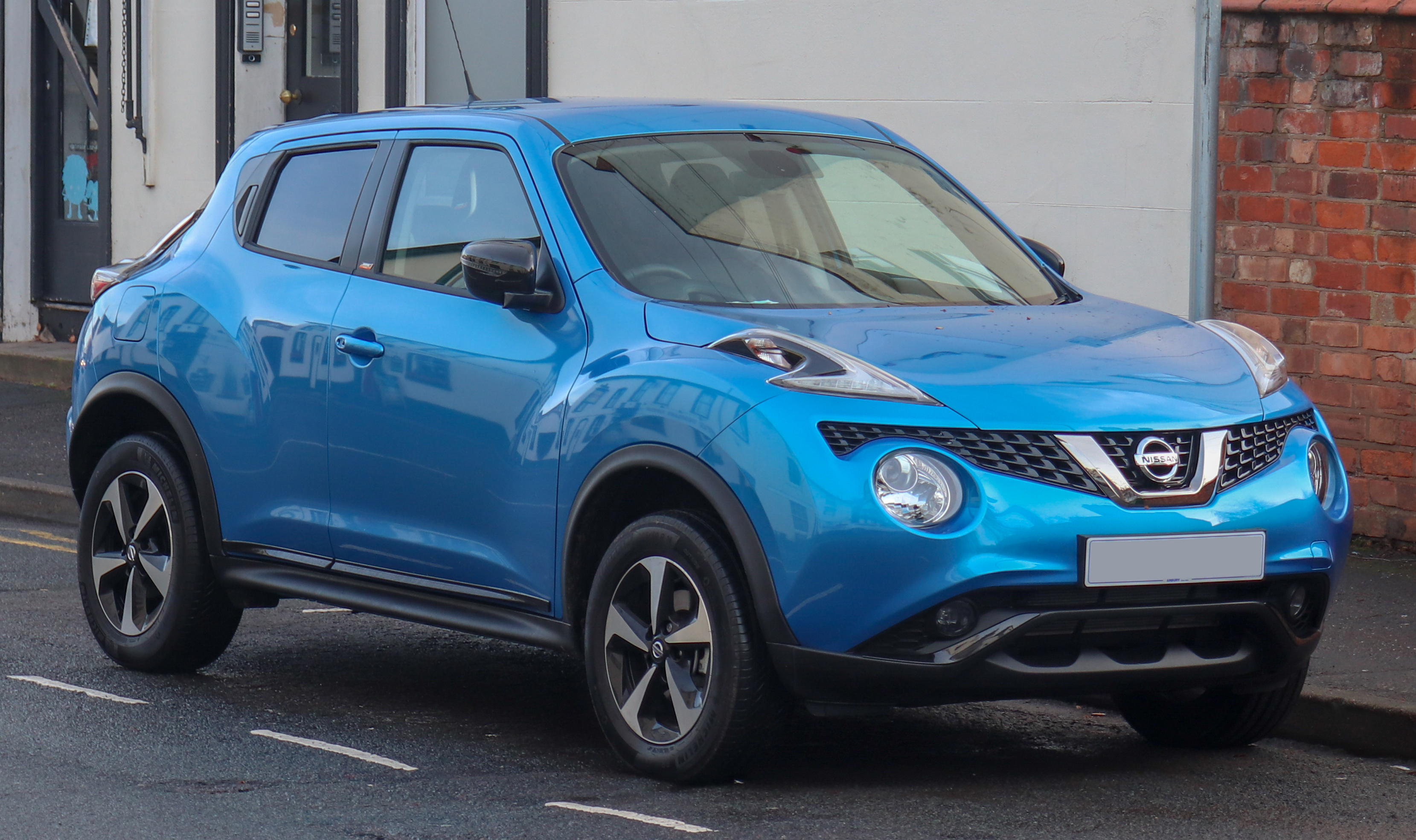
Автомобиль после рестайлинга

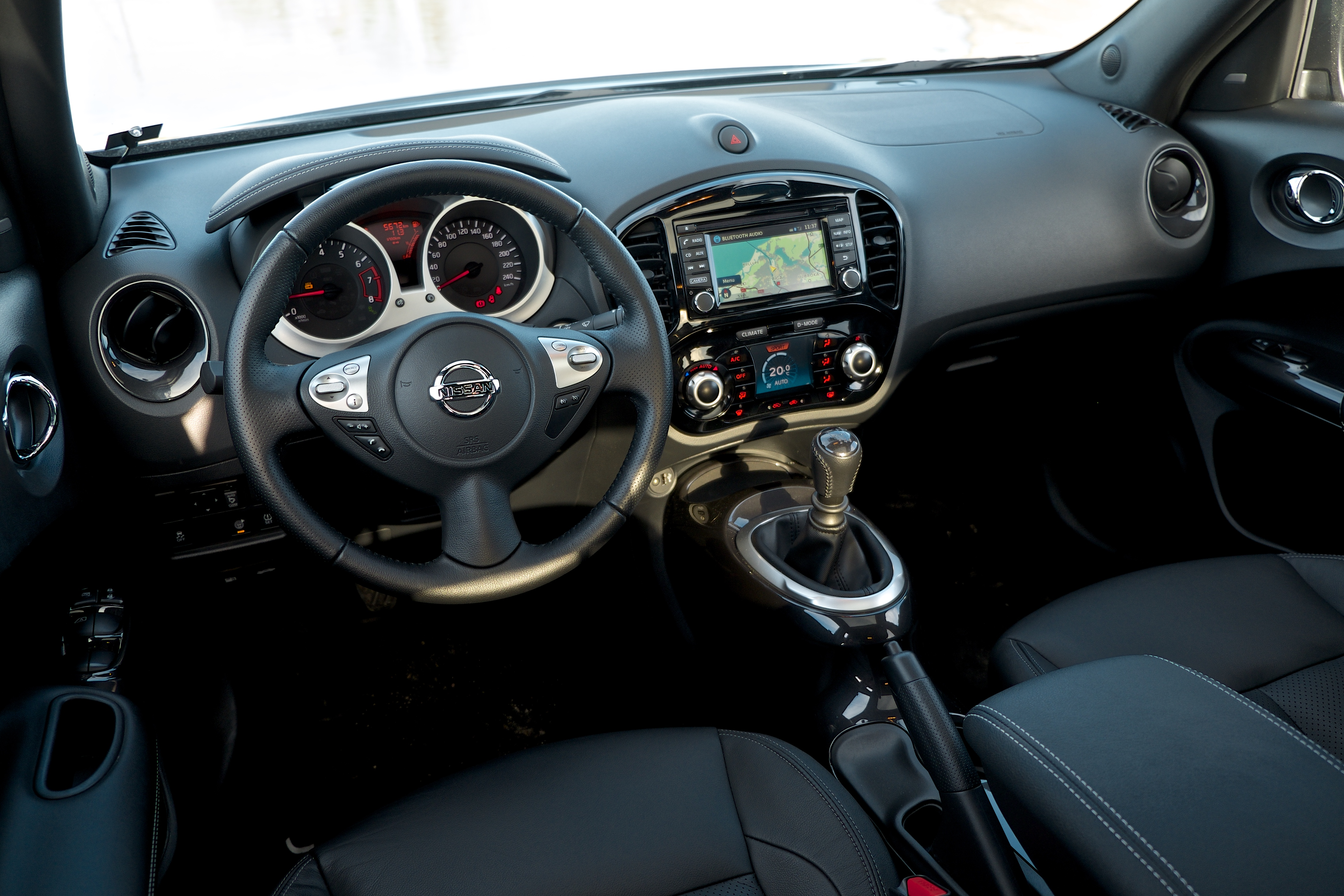
Интерьер модели образца 2014 года

Автомобиль первого поколения построен на платформе «Nissan V», которую разделяет с «Nissan Micra» четвёртого поколения (K13), а также с электромобилем «Nissan LEAF».
Кроссовер был создан на основе концепта Qazana, представленного на международном автосалоне в Женеве в 2009 году. Концепт был хорошо принят публикой и стал прототипом серийного автомобиля, который получил название Juke и занял свое место в модельном ряду между минивэном Note и кроссовером Qashqai. Дебют серийной модели состоялся на Женевском автосалоне в марте 2010 года.
Начало продаж: Япония — 9 июня 2010 года, Европа и Северная Америка — ноябрь 2010 года, Россия — апрель 2011 года. С 2015 года для китайского рынка производится ребрендинговая модель под названием Infiniti ESQ.

### Рестайлинг
Первые сведения о обновлённом Juke появились в 2013 году. Nissan выпустил видео-рекламу со Звёздными войнами.
В 2014 году на Женевском Автосалоне был представлен обновлённый Nissan Juke. Он поступил в продажу летом 2014 года. Снаружи теперь LED фары спереди и изменённая «дуга» вокруг логотипа, в то время как новый стандарт оборудования включает в себя камеру заднего вида, Keyless Go и Bluetooth.

### Двигатель и КПП
Атмосферные бензиновые двигатели HR15DE и HR16DE, как и турбированный дизель K9K, были заимствованы у других моделей (они уже применялись ранее на Note, Tiida, Qashqai и др.), при этом двигатель HR16DE подвергся небольшой модернизации — он стал на несколько лошадиных сил мощнее и немного экономичнее. Также представлен новый, более мощный бензиновый двигатель MR16DDT с турбонаддувом и непосредственным впрыском топлива.
Доступны две механические КПП (пяти- и шестиступенчатая) и два вариатора, основанные на усовершенствованной бесступенчатой трансмиссии (CVT) «Nissan Qashqai». Старшая модификация, «Xtronic CVT M6», отличается наличием ручного режима переключения с имитацией фиксированных передач.

### Модификации

#### Juke Nismo
На Парижском автосалоне в 2012 году был представлен Nissan Juke Nismo. На автомобиле установлен двигатель 1,6 DiG-T, мощность которого увеличена до 200 л. с. Juke Nismo также имеет новые настройки подвески и рулевого управления. Жесткость пружин на модификациях с передним приводом была увеличена на 10 %, а на полноприводных — на 15 %.
Juke Nismo также отличается наличием дополнительной аэродинамической обвески, которая включает расширенные колесные арки, измененные передний и задний бамперы, диффузор, накладки на пороги кузова, спойлер на задней двери и 18-дюймовые диски из легкого сплава. Цветовая палитра представлена тремя оттенками: белым Storm White, черном Pearl Black и серебристом Blade Silver. Корпуса наружных зеркал заднего вида при этом окрашены в красный цвет.

#### Juke-R
В 2011 году британская инжиниринговая фирма Ray Mallock Ltd., которая производит оборудование для мотоспорта, и Европейский технический центр Nissan (NTC-E) представили прототип Juke-R.
В основе автомобиля шасси и силовой агрегат от Nissan GT-R: подвеска, 3,8-литровый шестицилиндровый турбодвигатель мощностью 485 лошадиных сил, выхлопная и тормозная системы, 6-ступенчетая роботизированная коробка передач с двумя сцеплениями и система полного привода. Это позволяет автомобилю ускоряться до 100 км / ч всего через 3,7 секунды после старта. Максимальная скорость — 257 км / ч
Первоначально планировалось построить только два экземпляра Juke-R (с левым и правым рулем), которые использовались бы исключительно в качестве шоу-каров. Однако интерес со стороны клиентов побудили выпустить модель ограниченным тиражом. Товарный вариант получил 545-сильный двигатель. Максимальная скорость товарной версии — 275 км / ч

#### Juke Nismo RS
Вместе с обновленным Juke на Женевском автосалоне 2014 года была также представлена модификация Juke Nismo RS. Спортивный кроссовер Nissan Juke NISMO RS доступен для заказа в официальных дилерских центрах Nissan в России с 20 апреля 2015 года.
Nismo RS имеет изменённую выхлопную систему и рулевое управление, модернизированные пружины и амортизаторы, усиленные крепления нижних рычагов передних стоек, более прочные тормозные механизмы (спереди диаметр дисков увеличен с 296 до 320 миллиметров, а диски сзади стали вентилируемые). Четырехцилиндровый турбодвигатель 1.6 DiG-T за счет отличных электронного блока управления и выхлопной системы увеличил мощность до 218 л. с. (В версии с вариатором мощность увеличилась до 214 сил). В оснащении Nismo RS имеются сиденья Recaro с комбинированной отделкой кожей и замшей, ксеноновыми фарами, системой кругового видеообзора, комплексом безопасности Nissan Safety Shield, а также 18-дюймовыми колесными дисками.

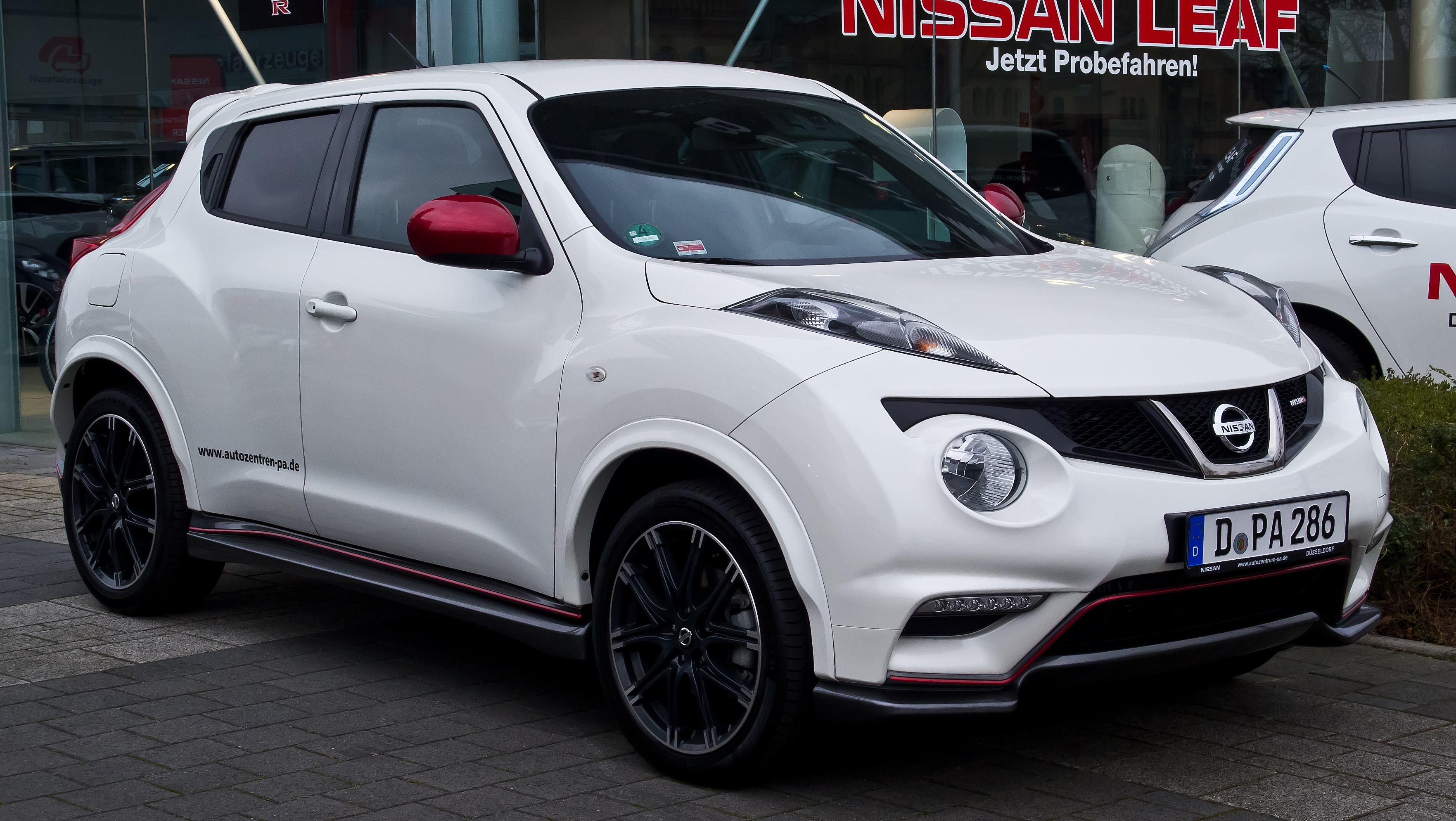
Nissan Juke Nismo
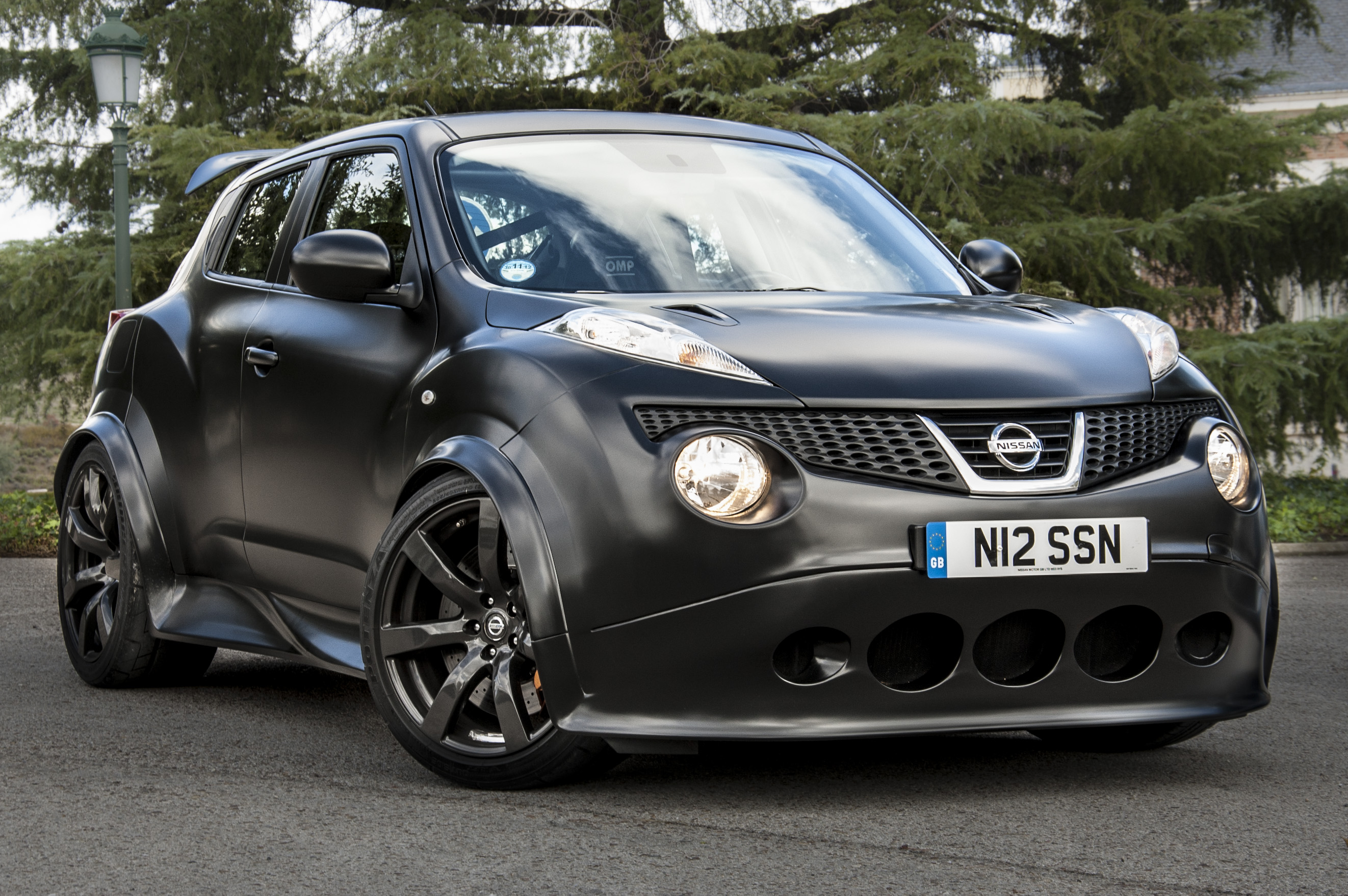
Nissan Juke R
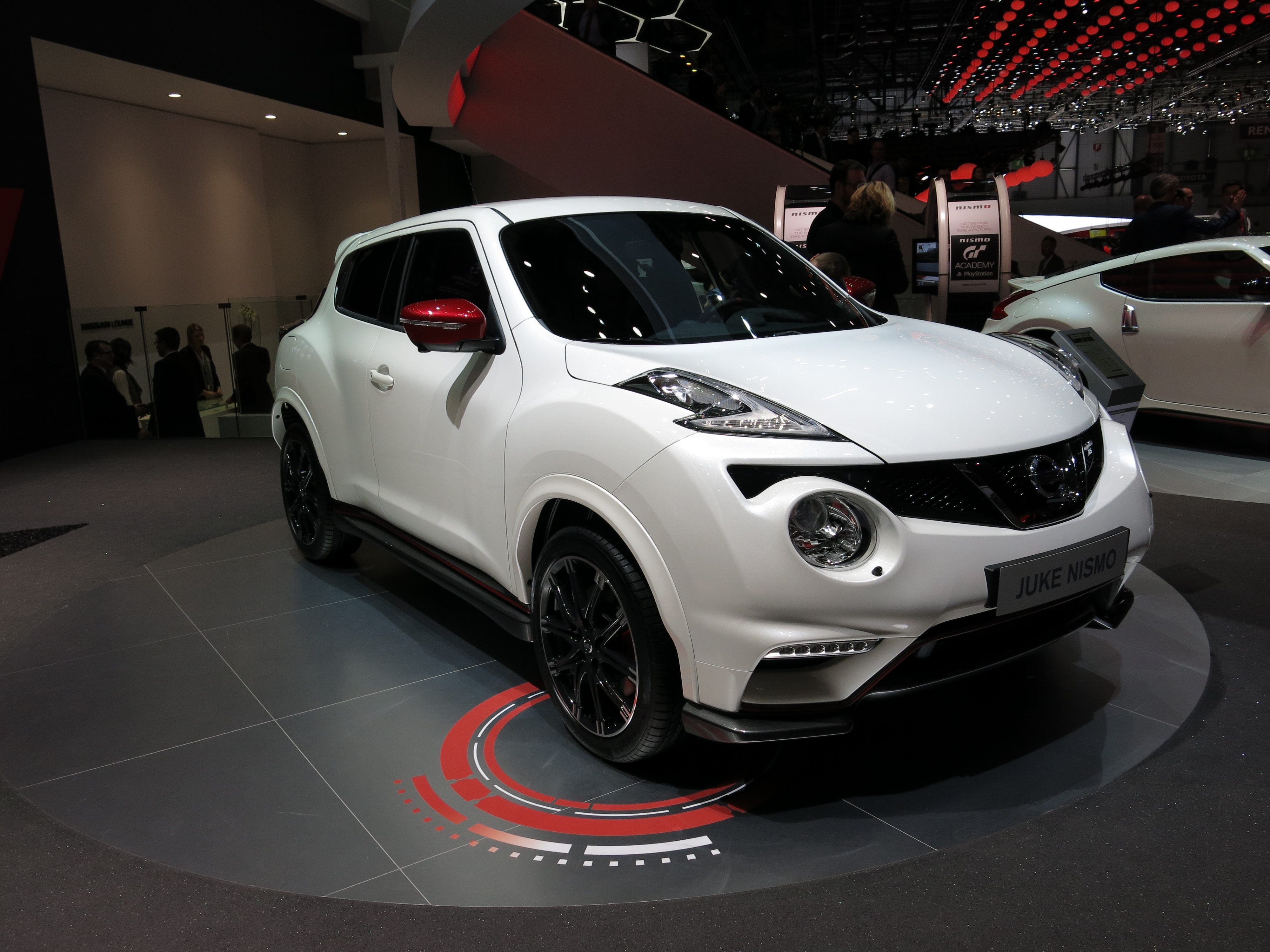
Nissan Juke Nismo RS

### Безопасность
Автомобиль прошёл краш-тест EuroNCAP в 2011 году:
| Euro NCAP                                                   | Euro NCAP | Euro NCAP | Euro NCAP             |
| ----------------------------------------------------------- | --------- | --------- | --------------------- |
| · общий рейтинг                                             |           |           |                       |
| 87%                                                         | 81%       | 41%       | 71%                   |
| взрослый пассажир                                           | ребёнок   | пешеход   | активная безопасность |
| Протестированная модель: Nissan Juke 1.6 Acenta, LHD (2011) |           |           |                       |

## Второе поколение
Новое поколение автомобиля было представлено в 2019 году в разных городах Европы. Модель нового поколения доступна только на европейских рынках, на остальных рынках (например на японском) до сих пор продаётся старая модель, либо продажи прекращены. Вместо Juke на американских и некоторых азиатских рынках доступна модель Kicks. В России модель на данный момент недоступна.
В марте 2020 года Nissan получил патент на Juke второго поколения в России, это может означать, что кроссовер может появиться и на российском рынке. Но модель пока не получила Одобрение типа транспортного средства (ОТТС), поэтому в ближайшее время продажи не начнутся.

### Технические характеристики
Автомобиль основан на совместной платформе CMF-B, на ней же основаны модели Renault Clio пятого поколения и Renault Captur второго поколения (обе модели представлены в 2019 году).
В отличие от предыдущей модели новый Juke доступен только с одним 1,0 л HR10DDT рядным 3-х цилиндровым двигателем с турбонаддувом мощностью 117 л.с (86 кВт) и максимальной скоростью 180 км/ч. Изначально данный двигатель должен был ставиться на Nissan Micra 2010 года, но от него было решено отказаться.
На выбор доступно две коробки передач: 6-ступенчатая механическая и 6-ступенчатая автоматическая с двойным сцеплением. Бесступенчатая трансмиссия в новой модели недоступна.

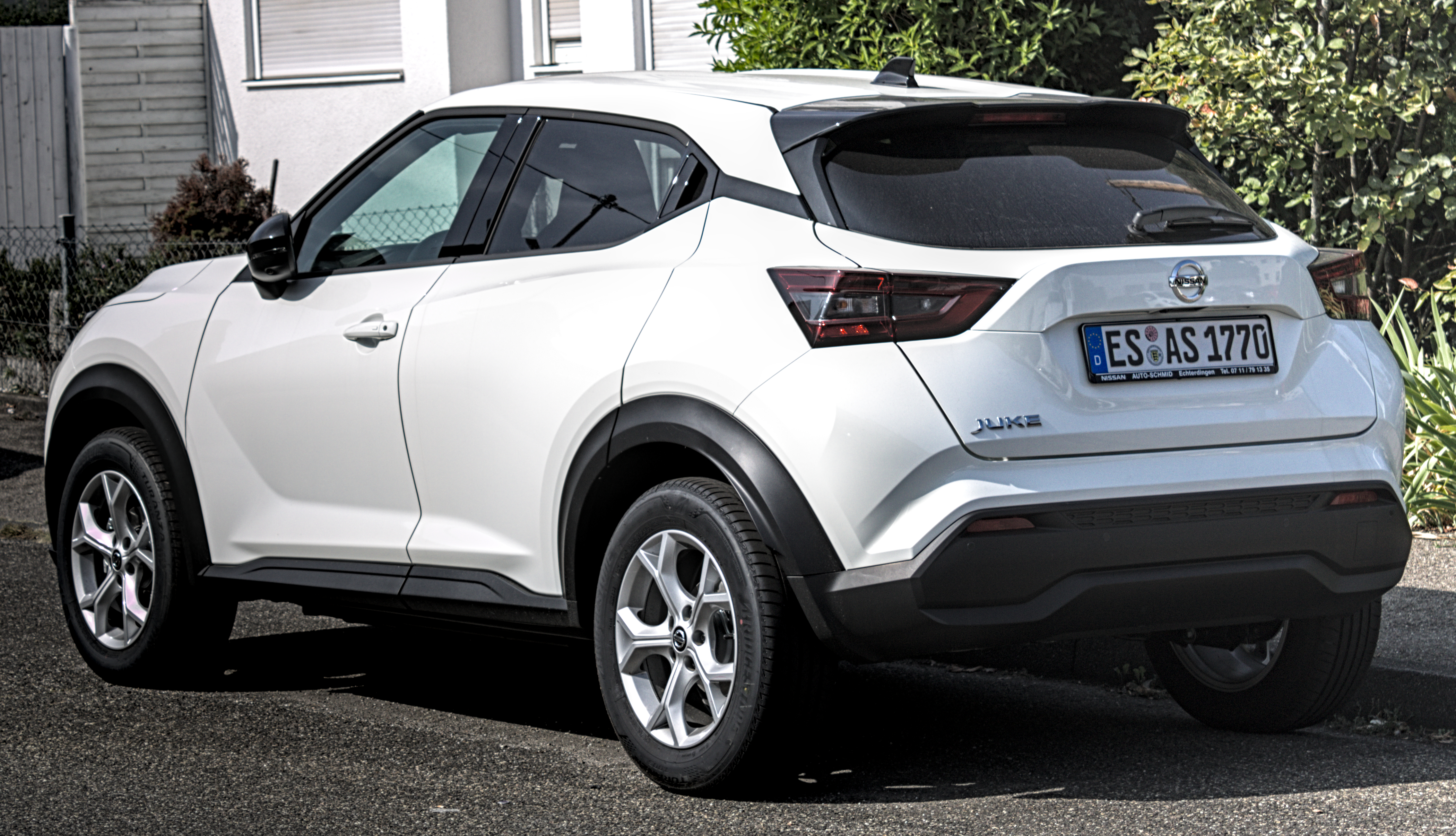
Вид сзади
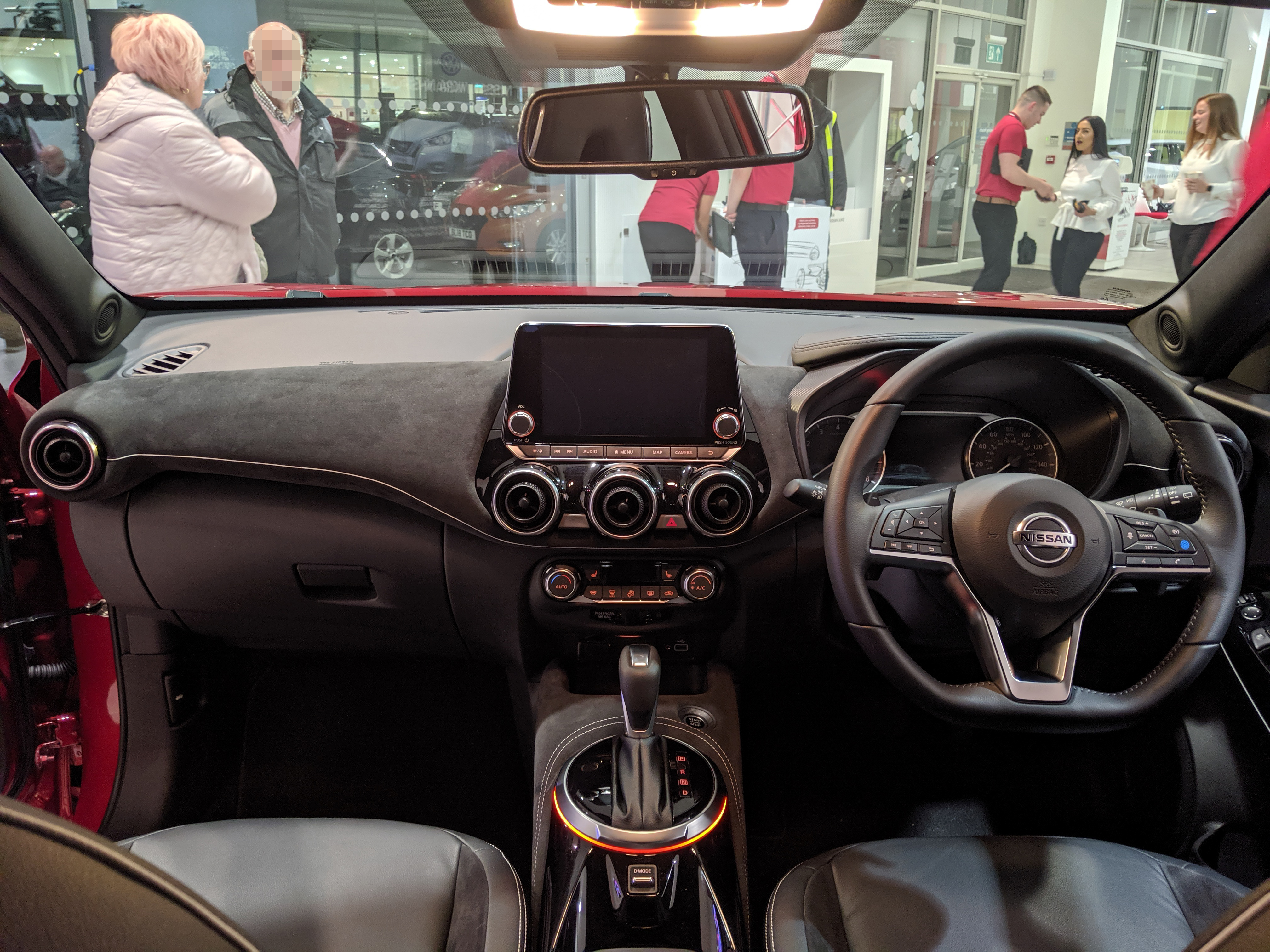
Интерьер

### Безопасность
Автомобиль прошёл краш-тест EuroNCAP в 2019 году:
| Euro NCAP                                                               | Euro NCAP | Euro NCAP | Euro NCAP             |
| ----------------------------------------------------------------------- | --------- | --------- | --------------------- |
| · общий рейтинг                                                         |           |           |                       |
| 94%                                                                     | 85%       | 81%       | 73%                   |
| взрослый пассажир                                                       | ребёнок   | пешеход   | активная безопасность |
| Протестированная модель: Nissan Juke, DIG-T 117, N-Connecta, LHD (2019) |           |           |                       |